# Selez (Korosten)
Selez (ukrainisch Селець; russisch Селец) ist ein Dorf im Nordosten der ukrainischen Oblast Schytomyr mit 565 Einwohnern (2018).
Das im 17. Jahrhundert gegründete Dorf hatte 2001 eine Einwohnerzahl von 779 Bewohnern.
Die Ortschaft liegt auf einer Höhe von 131 m am Ufer des 96 km langen Scherew (Жерев), kurz vor dessen Mündung in den Usch, 3,5 km südwestlich vom ehemaligen Rajonzentrum Narodytschi und etwa 130 km nordöstlich vom Oblastzentrum Schytomyr. Nördlich vom Dorf verläuft die Territorialstraße T–06–04 von Korosten nach Narodytschi.
Durch die Nuklearkatastrophe von Tschernobyl wurde das Gebiet im April 1986 radioaktiv kontaminiert.
Am 6. August 2015 wurde das Dorf ein Teil der neugegründeten Siedlungsgemeinde Narodytschi, bis dahin bildete es die gleichnamige Landratsgemeinde Selez (Селецька селищна рада/Selezka selyschtschna rada) im Zentrum des Rajons Narodytschi.
Am 17. Juli 2020 kam es im Zuge einer großen Rajonsreform zum Anschluss des Rajonsgebietes an den Rajon Korosten.